# (5287) Heishu
(5287) Heishu es un asteroide perteneciente al cinturón de asteroides, descubierto el 20 de noviembre de 1989 por Yoshikane Mizuno y el también astrónomo Toshimasa Furuta desde el Kani Observatory, Kani, Japón.

## Designación y nombre
Designado provisionalmente como 1989 WE. Fue nombrado Heishu en homenaje al filósofo Hosoi Heishu (1728-1801), de la era Edo, nacido en la actual ciudad de Tōkai, hogar del segundo descubridor.

## Características orbitales
Heishu está situado a una distancia media del Sol de 2,686 ua, pudiendo alejarse hasta 3,241 ua y acercarse hasta 2,130 ua. Su excentricidad es 0,206 y la inclinación orbital 6,453 grados. Emplea 1608,04 días en completar una órbita alrededor del Sol.
El próximo acercamiento a la órbita terrestre se producirán el 22 de noviembre de 2022, entre otros.

## Características físicas
La magnitud absoluta de Heishu es 12,7. Tiene 8,25 km de diámetro y su albedo se estima en 0,259.